# Shaman (fiński zespół muzyczny)
Shaman – fińska grupa folk metalowa, założona przez Jonnego Järvelä. Historia zespołu zaczyna się w 1993 roku, kiedy to Jonne Järvelä i Maaren Aikio stworzyli zespół Shamaani-Duo. Muzyka opierała się na połączeniu gitary akustycznej, bębnów i joiku. W 1997 roku Jonne postanowił zmienić styl grania Shamaani-Duo, dodał kilka nowych elementów muzyki rockowej i heavy metalu, zmienił też nazwę zespołu na Shaman. Zespół nagrał dwa albumy: Shamániac i Idja oraz singel: Ođđa mailbmi demo. Po paru latach działalności zespół zawiesił działalność pod nazwą Shaman – narodziło się Korpiklaani, pod którym to szyldem grają do dziś.

## Członkowie
- Jonne Järvelä – śpiew, joik, gitara akustyczna i elektryczna, perkusja, bębny
- Samu Ruotsalainen – bębny, dodatkowa gitara basowa
- Hosse Latvala – bębny, perkusja
- Veera Muhli – keyboard
- Toni Nãykki – gitara elektryczna
- Henri "Trollhorn" Sorvali – keyboard
- Janne G`thaur – gitara basowa
- Tero Piirainen – gitara, keyboard, wokal wspierający
- Juke Eräkangas – bębny, keyboard, wokal wspierający
- Ilkka Kilpeläinen – gitara basowa, wokal wspierający

## Dyskografia
- Ođđa mailbmi demo (1998)
- Idja (1999)
  1. Ođđa Mailbmi
  2. Idja
  3. Ulda
  4. Vuojan
  5. Riehcu
  6. Giella
  7. Festet
  8. Orbina
  9. It Sat Duolmma Mu
  10. Ostir Böö
  11. Hunka Lunka
  12. Suollemas Bahcci*
- Shamániac (2002)
  1. Mu sieiddi beales mun gottan [Kanöhta lávlla / Álihasta / Mu sieiddi beales mun gottan]
  2. II lea voibmi
  3. Shamániac
  4. Jalla
  5. Sugadit
  6. Duoddarhálti
  7. Vuola Lávlla